# Félix Savart
Félix Savart (Charleville-Mézières, 30. lipnja 1791. – Pariz, 16. ožujka 1841.), francuski liječnik i fizičar. Diplomirao medicinu (1816.) na Sveučilištu u Strasbourgu. Bavio se akustikom, elektromagnetizmom i optikom. Proučavao je rezonanciju zvučnih valova. S J. Biotom otkrio je zakon koji određuje jakost magnetskog polja (Biot–Savartov zakon) što nastaje oko električnog vodiča kojim protječe električna struja.

## Biot–Savartov zakon
Biot-Savartov zakon ili Laplaceov zakon je fizikalni zakon koji opisuje vezu između jakosti magnetskoga polja i stalne električne struje koja ga je prouzročila. Otkrili su ga J. Biot i F. Savart izvodeći su pokus (1820.) s dugim ravnim električnim vodičem kojim teče električna struja I između dvaju magnetskih štapova. Pokazali su da je jakost magnetskoga polja na udaljenosti R od vodiča razmjerna električnoj struji I, a obrnuto razmjerna toj udaljenosti, i da smjer jakosti magnetskoga polja ovisi o smjeru električne struje. P. Laplace poopćio je taj eksperimentalni rezultat u matematički vektorski zakon, koji daje iznos i smjer jakosti magnetskoga polja dH u bilo kojoj točki prostora na udaljenosti r od elementa električne struje I, što protječe vodičem proizvoljna oblika: 
{\displaystyle \mathrm {d} {\boldsymbol {H}}={\frac {1}{4\cdot \pi \cdot R^{2}}}\cdot (I\cdot d{\boldsymbol {\ell }}\times {\frac {\mathbf {r'} }{|\mathbf {r'} |}})}
gdje je dl infinitezimalna duljina žice u smjeru električne struje. Može se izraziti i u obliku: 
{\displaystyle \mathrm {d} {\boldsymbol {B}}={\frac {\mu _{0}}{4\cdot \pi \cdot R^{2}}}\cdot (I\cdot d{\boldsymbol {\ell }}\times {\frac {\mathbf {r'} }{|\mathbf {r'} |}})}
gdje je B - magnetska indukcija, a μ0 - magnetska permeabilnost vakuuma. Smjer jakosti magnetskoga polja može se odrediti prema pravilu desne ruke: ako ispruženi palac pokazuje smjer električne struje, tada su prsti savinuti u smjeru jakosti magnetskoga polja.
Biot-Savartov zakon je temelj za magnetostatiku, gdje igra sličnu ulogu kao Coulombov zakon u elektrostatici. Kada se magnetostatika ne primjenjuje, Biot-Savartov zakon zamjenjuje se Jefimenkovim jednadžbama. Zakon vrijedi u magnetostatskoj aproksimaciji, a sukladan je i Ampèreovom kružnom zakonu i Gaussovom zakonu za magnetizam.